# Neomonecphora insignis
Neomonecphora insignis är en insektsart som beskrevs av William Lucas Distant 1909. Neomonecphora insignis ingår i släktet Neomonecphora och familjen spottstritar. Inga underarter finns listade i Catalogue of Life.